# طوهي أخضر الذيل
طوهي أخضر الذيل (الاسم العلمي: Pipilo chlorurus) (بالإنجليزية: Green-tailed Towhee)‏ هو نوع من الطيور يتبع جنس الطوهي من فصيلة الدُرسات.